# NGC 5143
NGC 5143 је спирална галаксија у сазвежђу Ловачки пси која се налази на NGC листи објеката дубоког неба.
Деклинација објекта је + 36° 26' 15" а ректасцензија 13h 25m 1,4s. Привидна величина (магнитуда) објекта NGC 5143 износи 15,8 а фотографска магнитуда 16,4. NGC 5143 је још познат и под ознакама MCG 6-30-5, CGCG 190-8, CGCG 189-67, KUG 1322+366B, PGC 46918.